# Route I/51 (Slovaquie)
Pour les articles homonymes, voir I51 et Route 51.
La I/51 (en slovaque : cesta I. triedy 51) est une route slovaque de première catégorie reliant la frontière tchèque à Hronská Breznica. Elle mesure 195,6 km.

## Tracé
- République tchèque I/51
- Région de Trnava
  - Holíč
  - Trnovec
  - Popudinské Močidľany
  - Radošovce
  - Lopašov
  - Senica
  - Jablonica
  - Trstín
  - Bíňovce
  - Boleráz
  - Šelpice
  - Trnava
- Région de Nitra
  - Nitra
  - Veľký Lapáš
  - Vráble
  - Telince
  - Čifáre
  - Veľký Ďur
  - Kalná nad Hronom
  - Horná Seč
  - Levice
  - Žemberovce
- Région de Banská Bystrica
  - Ladzany
  - Sebechleby
  - Hontianske Nemce
  - Prenčov
  - Svätý Anton
  - Banská Štiavnica
  - Banská Belá
  - Kozelník
  - Hronská Breznica